# Campo di concentramento di Kruščica
Il campo di concentramento di Kruščica fu istituito nello Stato Indipendente di Croazia (in croato: Nezavisna država Hrvatska, NDH) tra l'agosto e l'ottobre 1941 durante la seconda guerra mondiale e fu gestito dal movimento fascista nazionalista croato degli Ustascia. L'istituzione del campo fu ordinata nel luglio 1941 da Vjekoslav Luburić. Il primo trasporto di 1 100 persone, tra donne e bambini ebrei, arrivò da Gospić il 28 agosto passando da Slavonski Brod. Il 3 settembre arrivarono a Kruščica circa 500 ebrei provenienti da Sarajevo, seguiti da altri 500 sei giorni dopo. Il 1° ottobre, 250 uomini ebrei furono deportati a Jasenovac. Tra il 5 e il 7 ottobre, 1 200 donne e bambini ebrei e 170 donne e bambini serbi furono deportati nel campo di Lobor. Il campo di Kruščica fu successivamente liquidato.
Nel periodo della sua esistenza, il campo di Kruščica ospitò fino a 5 000 detenuti, di cui 3 000 persero la vita. Dopo la guerra, il campo fu trasformato in un'area commemorativa, con un museo, un monumento e diverse targhe. Nel 2014, il sito è stato dichiarato monumento nazionale della Bosnia-Erzegovina.

## Contesto politico

### La Jugoslavia tra le due guerre mondiali
Le tensioni etniche tra l'etnia serba e croata aumentarono in seguito alla creazione del Regno di Jugoslavia, all'indomani della prima guerra mondiale. Durante il periodo tra le due guerre, molti croati soffrirono l'egemonia politica serba sul nuovo Stato, specie con l'approvazione di leggi che favorirono gli interessi politici, religiosi e commerciali dei serbi.
Le tensioni divamparono nel 1928, in seguito all'uccisione di cinque deputati croati per mano del politico serbo montenegrino Puniša Račić: delle cinque vittime, due morirono sul posto, altre due rimasero ferite ma sopravvissero, la quinta, il leader dell'opposizione Stjepan Radić, rimase ferito e morì quasi due mesi dopo. Nel gennaio 1929, il re Alessandro I istituì la dittatura e cambiò il nome del Paese in Jugoslavia. Poco dopo Ante Pavelić diede vita al movimento nazionalista croato di matrice fascista degli Ustascia, con lo scopo di ottenere l'indipendenza della Croazia. Gli Ustascia furono dichiarati fuori legge in Jugoslavia, ma ricevettero protezione da Benito Mussolini, che dal canto suo rivendicava pretese territoriali su Istria e Dalmazia. Gli Ustascia furono protagonisti di una serie di azioni volte a minare la neonata Jugoslavia, in particolare con la rivolta del Velebit del 1932 e con l'assassinio di re Alessandro a Marsiglia nel 1934. Dopo l'omicidio, i leader più anziani del movimento Ustascia, tra cui lo stesso Pavelić, furono processati e condannati a morte in contumacia sia in Francia che in Jugoslavia, ma grazie alla protezione politica di Mussolini sfuggirono alla cattura.
In seguito all'Anschluss del 1938, la Jugoslavia si trovò a condividere il confine nord-occidentale con il Reich e subì una pressione sempre maggiore dal momento che gli altri confinanti si schierarono con le potenze dell'Asse. Nell'aprile del 1939, l'Italia invase e occupò l'Albania, stabilendo così un secondo confine territoriale con la Jugoslavia. Allo scoppio della seconda guerra mondiale, il governo reale jugoslavo dichiarò la propria neutralità. Tra il settembre e il novembre del 1940, l'Ungheria e la Romania aderirono al Patto tripartito, allineandosi con l'Asse, e l'Italia invase la Grecia. In questo modo, la Jugoslavia si trovò ormai circondata dalle potenze dell'Asse e dai loro stati satellite.
Nel febbraio 1941 anche la Bulgaria aderì al Patto tripartito, le truppe tedesche entrarono in Bulgaria dalla Romania, chiudendo di fatto l'anello intorno alla Jugoslavia. Intendendo assicurarsi il fianco meridionale per l'imminente attacco all'Unione Sovietica, Hitler iniziò a porre sotto forte pressione la Jugoslavia affinché si unisse all'Asse. Il 25 marzo 1941, il governo reale jugoslavo firmò il Patto. Due giorni dopo, un gruppo di ufficiali della JKRV, nazionalisti serbi e filo-occidentali, deposero il reggente principe Paolo con un colpo di Stato incruento: di conseguenza salì al trono il nipote Pietro, all'epoca ancora adolescente, portando al potere un apparente governo di unità nazionale guidato dal generale Dušan Simović. Il colpo di Stato fece infuriare Hitler, desideroso di smantellare la Jugoslavia da lui definita una "costruzione di Versailles" e il 6 aprile ordinò l'invasione della Jugoslavia.

### Nascita dello NDH

Mappa che illustra l'occupazione e la spartizione della Jugoslavia nel periodo 1941-1943.

La Jugoslavia fu occupata in meno di due settimane dalle forze dell'Asse. Il governo e la famiglia reale furono esiliati e il Paese fu smembrato. La Serbia fu ridotta ai confini precedenti alle Guerre balcaniche e occupata dalla Germania. I territori abitati dai serbi a ovest del fiume Drina furono incorporati nello Stato Indipendente di Croazia, comprendente la maggior parte dell'odierna Croazia, tutta l'odierna Bosnia-Erzegovina e una parte dell'odierna Serbia. L'istituzione dello NDH fu annunciata via radio il 10 aprile da Slavko Kvaternik, un ex ufficiale dell'esercito austro-ungarico.
Pavelić rientrò a Zagabria il 15 aprile, in quel giorno Germania e Italia estesero il riconoscimento diplomatico allo NDH. Pavelić ne assunse il controllo e si attribuì il titolo di Poglavnik (l'equivalente del titolo di Duce italiano). Alla nascita, lo NDH contò una popolazione di 6 500 000 di abitanti, composta per metà circa da croati e per un terzo da serbi, circa 2 000 000 di persone (ossia un terzo della popolazione totale). Ai serbi (così come alle altre etnie considerate "indesiderabili" dagli Ustascia, come ebrei e rom) fu negata la cittadinanza in quanto non ariani e inoltre furono stabilite delle misure con effetto immediato per eliminare l'uso dell'alfabeto cirillico nella sfera pubblica. Il 17 aprile gli Ustascia approvarono la Disposizione legale per la difesa del popolo e dello Stato, questa legge legittimò l'istituzione dei campi di concentramento e la fucilazione di massa degli ostaggi nello NDH: in totale furono istituiti trenta campi di concentramento in tutto il territorio del neonato Stato fantoccio.

## Storia del campo

### Istituzione
Nel luglio 1941, Vjekoslav Luburić, capo dell'Ufficio III del Servizio di sorveglianza Ustascia (in croato: Ustaška nadzorna služba, UNS), ordinò al commissario Ustascia per la Bosnia-Erzegovina, Jure Francetić, di istituire un campo per ebrei e serbi nella fatiscente tenuta della famiglia Gutman nel villaggio di Kruščica, vicino a Vitez, a circa 56 chilometri a nord-ovest di Sarajevo. Dato che i campi di Gospić, Jadovno e di Pago erano stati già chiusi e i campi di Jasenovac, Đakovo e Lobor non erano ancora operativi, Kruščica fu pensata come punto di transito temporaneo. Tra il 1939 e il 1941, la struttura fu utilizzata come carcere per i prigionieri Ustascia precedentemente internati nel carcere di Lepoglava. Al loro arrivo, i prigionieri furono accolti da una folla inferocita che ne chiese il rilascio e inneggiò al movimento ustascia. Tra i membri di spicco del movimento Ustascia imprigionati a Kruščica ci furono il futuro ministro del governo NDH Mladen Lorković e lo scrittore Marko Došen.
Il 5 aprile 1941, gli Ustascia imprigionati a Kruščica riuscirono a fuggire. Luburić nominò comandante del campo il vice di Francetić, il tenente Josip Gesler. Agli ordini di Gesler, settantacinque prigionieri serbi provenienti dalla città di Pale furono incaricati di ristrutturare e di realizzare la recinzione di filo spinato intorno alla proprietà. Il campo fu quindi posto sotto la sorveglianza dalla 17ª Compagnia Ustascia. I primi ventitré detenuti, contadini e braccianti di Željecare e comunisti di Zenica, arrivarono ad agosto 1941. Tra loro ci furono due croati e un bosniaco musulmano. Gesler uccise personalmente diversi detenuti, spesso solo per derubarli dei loro effetti personali e soprattutto dei vestiti: la detenzione dei due croati e del bosniaco musulmano spinse Marjan Čilić, un poliziotto di Travnik, ad aprire un'indagine. Ricevuta la notizia, Gesler sparò e uccise uno dei detenuti. La notte in cui iniziò l'indagine i prigionieri tentarono la fuga: diciassette persone furono uccise da Gesler e dalle guardie del campo. In questo frangente, una delle guardie del campo uccise accidentalmente Gesler. Il tenente Mate Mandušić fu quindi nominato suo successore. Altri sessanta uomini del 13° Battaglione ustascia arrivarono da Travnik e Vitez. I settantacinque prigionieri che avevano costruito il campo furono uccisi e sepolti in una fossa di calce, e Mandušić si guadagnò la reputazione di sadico.

### Condizioni di vita nel campo
Il 28 agosto, da Gospić arrivò il primo trasporto di 1 100 donne e bambini ebrei. Alle 3 del mattino del 3 settembre, gli Ustascia fecero irruzione negli appartamenti di 500 ebrei a Sarajevo, lasciando loro solo trenta minuti di tempo per raccogliere le loro cose e radunarsi in strada. Furono scortati dalla polizia fino alla stazione ferroviaria principale di Sarajevo, costretti a salire sui vagoni bestiame e quindi portati a Kruščica. La partenza fu seguita da un frenetico saccheggio dei loro appartamenti. L'8 settembre, altri raid simili furono condotti a Sarajevo negli appartamenti di altri 500 ebrei, anche questo gruppo fu inviato a Kruščica. Il 15 settembre, due rappresentanti della comunità ebraica ottennero il permesso di visitare il campo di Kruščica e riferirono che il campo ospitava circa 3 000 detenuti, di cui 300 serbi, ma non menzionarono se fossero stati radunati separatamente o insieme agli ebrei. I detenuti raccontarono ai rappresentanti di non aver ricevuto cibo fino al quarto giorno di permanenza nel campo.
Nikola Tursun, ufficiale ustascia di Travnik, stimò che Kruščica contava 1 539 detenuti a metà settembre. Lo storico Jens Hoppe ritiene invece questa cifra "molto probabilmente troppo bassa", suggerendo che il campo ospitò almeno 3 000 prigionieri in quel periodo, per lo più donne ebree, ma anche circa 300 donne serbe provenienti dall'Erzegovina.

«Le condizioni a Kruščica erano forse ancora più spaventose di quelle di Jasenovac», scrive lo storico Yehuda Bauer. I prigionieri furono costretti a vivere in baracche ancora incomplete, per metà prive di pavimentazione, in condizioni igienico-sanitarie precarie che portarono alla rapida diffusione dei pidocchi. I detenuti ricevevano un mestolo di zuppa di fagioli al giorno e per sopravvivere ricorsero a mangiare erba e foglie di zucca. "La malnutrizione li rendeva dagli occhi vuoti", osservò il medico Janko Pajas, "la loro pelle si stava staccando, i capelli cadevano e avevano i denti allentati". La comunità ebraica di Sarajevo inviò delle razioni di cibo al campo, ma è improbabile che abbia raggiunto i prigionieri. Anche la comunità ebraica di Zagabria inviò una ventina di casse di cibo che non furono mai distribuite tra i detenuti. Secondo alcune testimonianze, gli Ustascia bruciarono queste scorte alimentari davanti agli occhi dei detenuti emaciati. Le molestie sessuali e gli stupri erano all'ordine del giorno e, nonostante il comandante del campo avesse vietato alle guardie di entrare negli alloggi delle donne, queste non vi prestarono particolare attenzione.

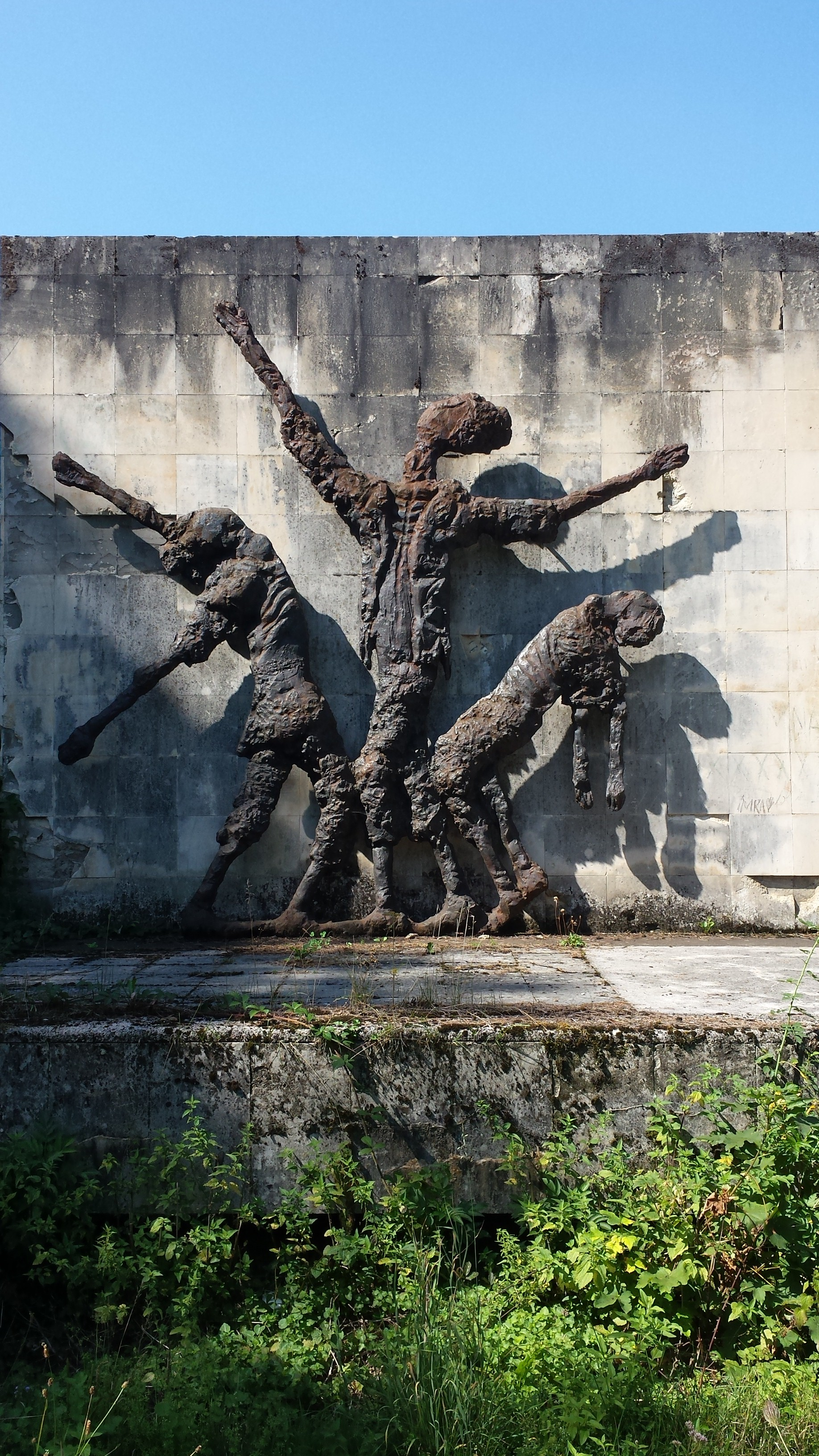
Monumento realizzato da Fadil Bilić.

Gli abitanti del luogo furono a conoscenza dell'esistenza del campo e delle condizioni atroci in cui versarono i detenuti, in alcuni casi si verificarono anche delle proteste con le autorità locali senza però ottenere alcun riscontro. In un'occasione, una delegazione italiana visitò il campo per scoprire se fossero presenti dei cittadini italiani.
Alla fine di settembre o all'inizio di ottobre, alcuni dei prigionieri serbi del campo furono uccisi a Smrikama, vicino a Travnik.

### Liquidazione
Il 1º ottobre, 250 prigionieri maschi furono trasferiti da Kruščica a Jasenovac: Si trattò di maschi ebrei di età superiore agli undici anni. Tra il 5 e il 7 ottobre, 1 200 donne e bambini ebrei e 170 donne e bambini serbi furono deportati a Lobor. Il campo di Kruščica fu successivamente liquidato.
Secondo alcune testimonianze, al momento della liquidazione, nel campo erano transitati ben 5 000 detenuti, il 90% dei quali erano ebrei. La storica Francine Friedman stima in 3 000 persone il numero di morti nel campo. Secondo Yad Vashem, circa 25 000 ebrei furono uccisi complessivamente nello NDH durante l'Olocausto.

## Memoria
Nel dopoguerra, uno degli edifici del campo è stato restaurato e trasformato in museo, noto come la Casa Nera (in serbo-croato: Crna kuća, in cirillico serbo-croato: Црна кућа). Fu allestita un'area commemorativa di circa 2 000 m2, composta dal museo e da un monumento realizzato da Fadil Bilić che riporta alcuni versi del poema Jama di Ivan Goran Kovačić e diverse targhe commemorative dei detenuti nel campo. Durante la guerra in Bosnia ed Erzegovina, il materiale del museo è stato rimosso. Il 20 giugno 2014, il sito è stato dichiarato monumento nazionale della Bosnia-Erzegovina.